# Psammocora vaughani
Espèce
Statut CITES
Psammocora vaughani est une espèce de coraux appartenant à la famille des Psammocoridae. Selon la base de données WoRMS, cette espèce n'est pas valide et correspond à Psammocora verrilli Vaughan, 1907.